# Леви, Чандра
Ча́ндра Энн Ле́ви (англ. Chandra Ann Levy; 14 апреля 1977 года, Кливленд, Огайо, США — 1 мая 2001 года, Вашингтон) — интерн Федерального бюро тюрем в Вашингтоне, округ Колумбия, исчезнувшая весной 2001 года, после чего останки её скелета со следами насильственной смерти были найдены в парке Рок Крик.

## Биография
Родилась в городе Кливленд штат Огайо, 14 апреля 1977 года. Приехала в столицу США из Калифорнии на шестимесячную практику, которую проходила в Федеральном бюро тюрем. Пропала 30 апреля 2001 года. Во время поисков Леви раскрылся её роман с американским конгрессменом Гэри Кондитом (на тот момент — член Палаты представителей от демократов штата Калифорния).

## Убийство
Исчезла весной 2001 года. Останки её скелета со следами насильственной смерти были найдены в парке Рок Крик. После смерти стала фигуранткой разгоревшегося скандала, вызвавшего широкий общественный резонанс в США. В результате инцидента Кондит потерял доверие избирателей и впоследствии не был переизбран в Конгресс США.
В 2010 году виновным в убийстве Чандры Леви был признан нелегальный иммигрант из Сальвадора по имени Ингмар Гуандике (исп. Ingmar Guandique). Ингмар свою вину отрицал, но был осуждён на 40 лет тюрьмы. Однако в 2016 году приговор был отменен из-за ненадежности главного свидетеля, а Ингмар Гуандике был выслан в Сальвадор. Таким образом, убийство Чандры Леви остаётся нераскрытым до сих пор.